# Rajko Mitić
Pour les articles homonymes, voir MITIC.
Rajko Mitić (né le 19 novembre 1922 à Dolac près de Bela Palanka en Serbie et mort le 29 mars 2008, à Belgrade en Serbie) est un footballeur serbe, attaquant de l'Étoile Rouge de Belgrade et de l'équipe de Yougoslavie dans les années 1940-1950. Il est décédé le 30 mars 2008.
Mitić a marqué 32 buts lors de ses 59 sélections avec l'équipe de Yougoslavie entre 1946 et 1957. Il a participé avec la Yougoslavie aux coupes du monde 1950 et 1954 ainsi qu'aux Jeux olympiques 1948 et 1952, obtenant les deux fois la médaille d'argent.

## Palmarès

### En équipe nationale
- 59 sélections et 32 buts avec l'équipe de Yougoslavie entre 1946 et 1957.
- Finaliste de l'épreuve de football des Jeux olympiques en 1948 et 1952.

### Avec l’Étoile Rouge de Belgrade
- Vainqueur du Championnat de Yougoslavie de football en 1951, 1953, 1956, 1957 et 1959
- Vainqueur de la Coupe de Yougoslavie de football en 1948, 1949, 1950, 1958 et 1959

### Distinctions personnelles
- Nommé Étoile de l'Étoile Rouge

#### Stade de l’Étoile Rouge
Le 21 décembre 2014, une assemblée des dirigeants du club de l’Étoile rouge se réunira dans le but d’attribuer au stade de l’Étoile le nom de Stade de Rajko Mitic. Jusque-là, le stade était appelé de façon populaire mais non officielle, le stade du Marakana, le stade étant bâti sur le même modèle que l'ancien Marakana (coupe du monde 2012).

## Anecdotes
- Rajko Mitić s'est ouvert la tête contre une poutre et rata donc le début de match contre le Brésil en poule de coupe du monde de football de 1950. Le temps qu'il reprenne ses esprits, Ademir avait déjà marqué pour le Brésil (score final 2-0).